# Komitet Obrony Górnego Śląska
Komitet Obrony Górnego Śląska – polska organizacja patriotyczna założona w 1919 w Poznaniu.

## Geneza
U przyczyn powstania KOGŚl leży wzmagająca się germanizacja, w zaborze pruskim stworzono w 1913 w Poznaniu ponadpartyjną reprezentację społeczeństwa polskiego tj. Radę Narodową. Po wybuchu I wojny światowej działalność Rady osłabła, po wojnie w 1919 po zwycięstwie powstania wielkopolskiego działalność nabrała rozpędu. Powołano Komitet Pomocy dla Lwowa i Wilna, który po zaognieniu sytuacji w sierpniu 1919 na Górnym Śląsku przekształcono w Komitet Pomocy dla Kresów Wschodnich i Górnego Śląska (tzw. Komitet Kresowy). Po wybuchu I powstania śląskiego powołano Komitet Pomocy dla Górnego Śląska m.in. zbierano pieniądze i werbowano ochotników do udziału w powstaniu. Do 23 września 1919 zebrano 700 tys. marek z poznańskiego i 250 tys. marek z Warszawy od tamtejszego Komitetu Obrony Śląska. W listopadzie 1919 utworzono Komitet Obrony Górnego Śląska.

## Władze
W skład władz KOGŚl weszli m.in. Ludwik Mycielski – prezes, Władysław Berkan, Kazimierz Brownsford, Marian Głowacki, M.Kapuścińska, Mieczysław Korzeniewski, Tadeusz Szułdrzyński, Henryk Śniegocki, Ireneusz Wierzejewski, Wincenty Zenkteler.

## Struktura organizacyjna KOGŚl
Wydziały: Emigracyjny, Opieki nad Górnoślązakami, Kasy, Kulturalno-Oświatowy, Prasy i Propagandy, Wycieczek.

## Działalność
Organizowano wiece poparcia dla ludności polskiej, domagano się od rządu udzielenia pomocy Górnemu Śląskowi, uchwalano rezolucje, ich treść przesyłano Radzie Ministrów oraz Komisariatowi Plebiscytowemu w Bytomiu. Drukowano materiały propagandowe na potrzeby plebiscytowe.
Przewidując przyłączenie Górnego Śląska do Polski organizowano dla uchodźców i emigrantów śląskich różne kursy przygotowujące ich do pracy w urzędach (m.in. dla uchodźców w obozie w Sosnowcu).
Ogółem KOGŚl wspólnie z Polskim Czerwonym Krzyżem dostarczył dla walczącego Śląska 1200 wagonów żywności. Wysłano również broń i amunicję za kwotę 14 mln marek polskich.

## Podsumowanie
Po zakończeniu III powstania śląskiego KOGŚl przekazał opiekę nad powstańcami do Naczelnej Komisji Powstańczej w Ostrowie. Następnie działacze KOGŚl zaangażowali się w tworzenie Związku Obrony Kresów Zachodnich przy poparciu m.in. Komitetu Obrony Śląska z Warszawy i Komitetu Pomocy Górnoślązakom z Kalisza.